# 守真堂
守真堂（Beulah Chapel）是20世纪上半叶基督教宣道会在中国上海创办的一座著名教堂，在上海乃至全中国的属灵派基督徒中间有一定的影响。
守真堂的创始人伍约翰牧师（又译伍伯莱、吳伯瑞，John Woodberry）于1895年从美国来到中国天津，1900年夏天庚子之乱时从天津迁到上海，先在北四川路海宁路口租房开办守真学堂（后来的守真中小学）。1908年伍约翰夫妇回国募捐，之后购得北四川路（今四川北路）1578号地基，陆续建造了内院的三幢校舍（1909年和1921年），以及临街的教堂（1916-1917年）。
伍约翰去世后，由他的两个女儿伍恩兰（Ethel Woodberry）、伍美兰（Ora Woodberry）负责守真堂。1928年以后，年轻的华人牧师赵世光（后来自创灵粮堂）在该堂讲道，由于赵世光的讲道口才出众，来到守真堂做礼拜的人数大幅增加，到抗战前夕，该堂成为上海最兴盛的教堂之一。该堂有信谊药厂总经理鲍国昌等著名信徒。1937年淞沪会战期间，守真堂由于此处虹口战区，迁往公共租界西区王家沙花园（今北京西路605弄42号），战后改设分堂，名为守真西堂。1949年初吴维尊曾在守真堂任实习传道。
1951年，政府接管守真中小学，守真初中被并入其他学校，小学部改为四川北路第一小学，王家沙的守真第二小学则改为北京西路第二小学。1958年，中国基督教新教三自爱国教会实行联合礼拜，守真堂被关闭，并入虹口区联合礼拜。此后该堂改为川公路小学和上海艺术品雕刻一厂。在21世纪初立面部分有所增建，其余部分均被拆除重建。